# Inferuncus pentheres
Inferuncus pentheres là một loài bướm đêm thuộc họ Pterophoridae. Loài này có ở Cộng hòa Dân chủ Congo và Tanzania.